# Visdomino
Visdomino (detto anche Vicedomino; dal latino vicedominus) indicava nel Medioevo un funzionario che reggeva una carica per un suo superiore (il signore); infatti il titolo letteralmente significa "colui che fa le veci del signore".
Il termine era utilizzato sia in campo ecclesiastico ad indicare il funzionario vescovile preposto all'amministrazione del patrimonio della chiesa, che in campo civile come, ad esempio, il magistrato chiamato a dirimere controversie nel campo patrimoniale.

Corona di Visdomino nel regno di Francia

## Esempi
A Firenze la famiglia dei Visdomini prese il proprio nome dal fatto che reggeva le sorti della diocesi durante la sede vacante.
La Repubblica di Venezia nel XV secolo aveva un magistrato a Ferrara con il titolo di visdomino per tutelare gli interessi dei propri sudditi in territorio estense.
Landolfo Iuniore nella sua Storia racconta di essersi recato in Francia con gli ecclesiastici Anselmo della Pusterla ed Olrico da Corte, quest'ultimo definito come vicedomino mediolanensi.

### Parma
Nel diploma di Ottone I del 962 con il quale concede al vescovo di Parma alcuni diritti sulla città ed i suoi abitanti, viene menzionato un visdomino vescovile: «per questo nostro diploma concediamo al visdomino del vescovo di essere nostro messo e di avere autorità di deliberare, definire e giudicare come il nostro conte palatino».